# SN 1998P
SN 1998P – supernowa odkryta 27 stycznia 1998 roku w galaktyce A133717-3527. W momencie odkrycia miała maksymalną jasność 20,10m.